# Theta Delta Chi

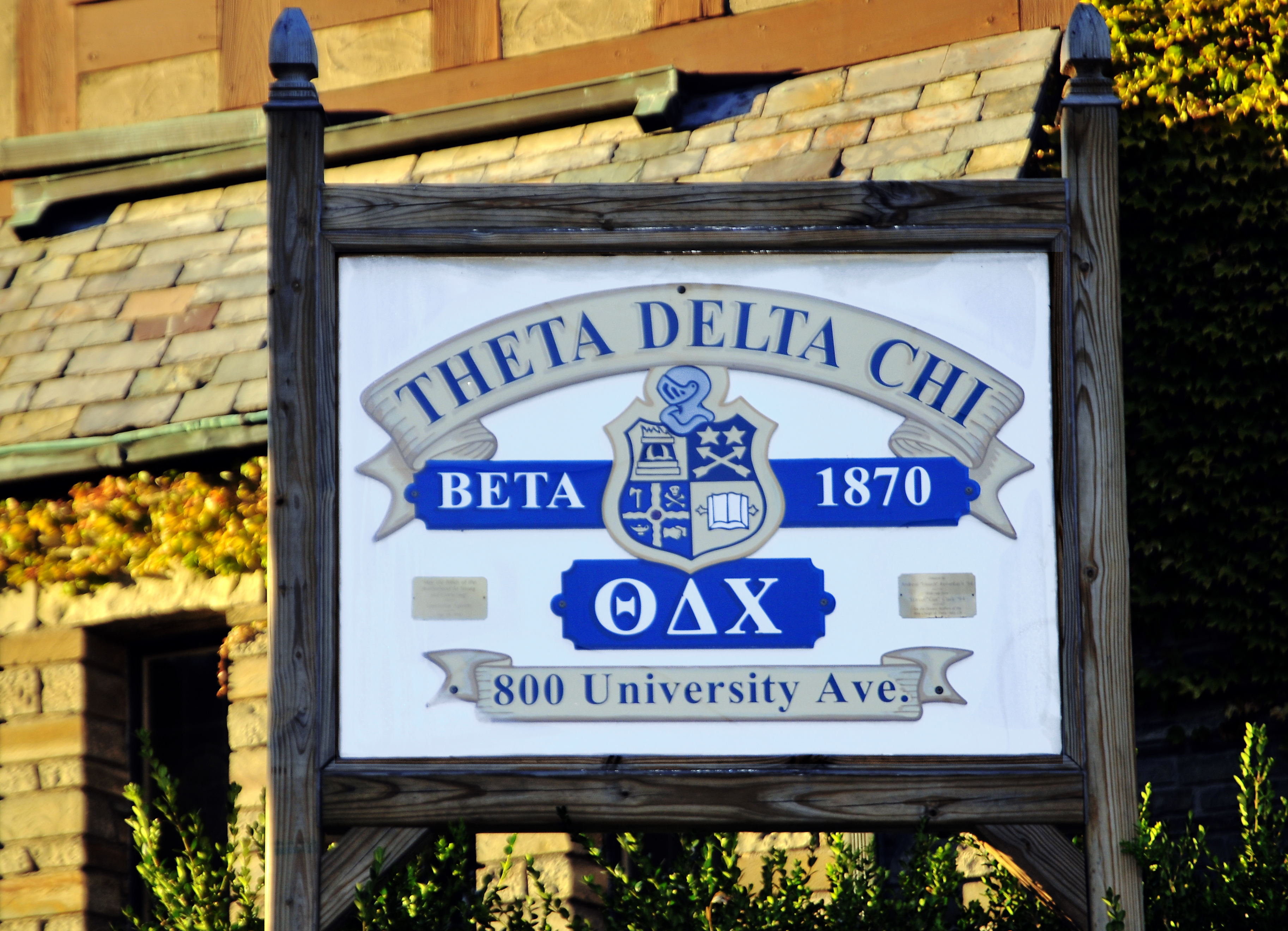
Enseigne du Theta Delta Chi, Cornell University. Ithaca, New York.

Theta Delta Chi (ΘΔΧ, Theta Delt) est une fraternité sociale qui a été fondée en 1847 à l'Union College. Alors que les surnoms diffèrent d'institutions en institutions, les surnoms les plus communément admis pour Theta Delta Chi sont Theta Delt, Thete, TDX, and TDC. Les membres de Theta Delta Chi nomment leurs organisations locales Charges plutôt que d'utiliser la nomenclature commune des fraternités à savoir Chapitres.